# 홍적
홍적(洪迪, 1549년 ~ 1591년)은 조선의 문신이다. 자는 태고, 호는 양재 또는 하의이며 본관은 남양이다. 치재(恥齋) 홍인우(洪仁祐)의 아들로 종숙부 홍인범(洪仁範)에게 양자로 입양되었다. 진사를 거쳐 1572년(선조 5) 문과에 급제, 사국(史局)에 추천되었고 호당(湖堂)에 뽑혔다. 그 후로는 홍문관에 10년 동안이나 있었고, 경학(經學)에 매우 밝았다. 1583년(선조 16) 양사(兩司)에서 이율곡(李栗谷)을 탄핵하자 홍문관에서 그를 반박하니 왕은 대노하여 그를 장연(長淵) 현감으로 좌천시켰다. 4년 후 병으로 사임하고 돌아와서 다시 등용되어 병조 정랑을 거쳐 집의ㆍ사인에 이르렀다. 벼슬에 나가서 24년 동안 당쟁에 휩쓸리지 않았으며, 특히 시문에 능하고 종왕(鍾王)ㆍ회소(懷素)의 필법을 따라 필명도 높았다.선조 때 문과에 급제하여 10년 간 홍문관에서 일하였다. 특히 경학에 밝아 천재라고 불렀으며, 시와 문장, 글씨 등에도 뛰어났다. 저서로 《하의집》, 《하의시십》 등이 있다. 묘소는 의정부시 호원동 사패산 기슭에 양부 홍인범(洪仁範) 묘소 아래에 있다.